# Gerhard Reimann
Gerhard „Gerry“ Reimann (* 6. August 1926 in Berlin; † 23. Dezember 2011 ebenda) war ein deutscher Sportjournalist.

## Leben
Gerhard Reimann wuchs auf in Berlin-Charlottenburg, ging dort aufs Gymnasium. Früh entwickelte sich eine ausgeprägte Sportbegeisterung, vor allem für den Boxsport, ausgelöst durch die Max Schmeling-Joe-Louis-Kämpfe. Nachdem er, als Zehnjähriger, mit geschenkten Eintrittskarten den Olympischen Spielen in Berlin beiwohnen konnte, entstand der Berufswunsch Sportjournalist. Reimann musste bereits 1943, als erst 16-Jähriger, als Flakhelfer in den Kriegsdienst, konnte dann noch ein sogenanntes Not-Abitur machen, bevor er unmittelbar anschließend in die deutsche Wehrmacht eingezogen und als Soldat an verschiedenen Weltkriegsschauplätzen eingesetzt wurde. Er überstand die Schrecken des Krieges körperlich unversehrt, nach kurzer amerikanischer Kriegsgefangenschaft kam er nach Kriegsende zurück nach Berlin und begann dort zwei Jahre später seine journalistische Arbeit. 1956 heiratete er seine Frau Helga Reimann (geb. Stöckel), mit der er die Söhne Oliver (* 1957) und Ronald (* 1962) bekam und mit der er in Berlin bis zu seinem Tode zusammen lebte. Sein Grab befindet sich in Berlin-Tegel auf dem Martin-Luther-Friedhof.

## Journalistische Arbeit
Nach Kriegsende arbeitete er zunächst u. a. in Theatern der amerikanischen Alliierten in Berlin als Hilfskraft, was ihm das Erlernen der englischen Sprache ermöglichte. Seine Schreib- und Sportbegeisterung eröffnete ihm 1947 eine Anstellung als Volontär der Sportredaktion einer Tageszeitung in Ost-Berlin. 1951 wechselte er zur Tageszeitung Der Tagesspiegel im Westteil der Stadt, in der er bereits 1952 die Ressortleitung der Sportredaktion übernehmen konnte. Der Sportteil wurde von den Verlegern dieser Tageszeitung im Zusammenhang mit deren hohen politischen Anspruch im Nachkriegs-Berlin zwar mehr als notwendiges Übel angesehen, aber durch Reimanns Engagement für eine objektive, analytische und umfassende Berichterstattung entwickelte er den Sportteil innerhalb kurzer Zeit zu einem angesehenen Teil des Tagesspiegels. Die Redaktion wuchs im Laufe seiner jahrzehntelangen Tätigkeit von einer Ein-Mann-Redaktion auf 8 Redakteure. Seine Kompetenzen umfassten fast alle wichtigen Sportarten. Für exklusive Berichterstattungen wurde er für den Tagesspiegel u. a. 1964 zu den Olympischen Spielen nach Tokio und 1968 nach Mexiko gesandt. Der Schwerpunkt seiner Arbeit und seine Leidenschaft galt allerdings dem Boxsport, wegen seiner umfassenden Kenntnisse wurde er sowohl von Kollegen als auch Athleten gern als der „deutsche Boxpapst“ betitelt.
Außer für den Tagesspiegel schrieb er Boxsportartikel für verschiedene Fachzeitschriften, wie z. B. den deutschen Boxsport und die britische Boxing-News, und er war Mitautor verschiedener Boxsport-Jahrbücher.
Den Posten des Sport-Ressortchefs des Tagesspiegels behielt er ununterbrochen bis zu seiner Pensionierung im Jahr 1991.

## Veröffentlichungen
- Boxbrevier, 1948, Lüthge (Hrsg.), Reimann u. a., Berlin 1949, Arani-Verlag
- Boxbrevier 1949, Lüthge (Hrsg.), Reimann u. a., Berlin 1950, Arani-Verlag
- Jahrbuch des deutschen Boxsports 1959. Petermann, Reimann, Papenfuß (Autoren), Verlag August Steinkopf
- Jahrbuch des deutschen Boxsports 1961. Petermann, Reimann, Papenfuß (Autoren), Verlag August Steinkopf
- Boxsport-Almanach – 1965 – Internationales Rekordbuch Taschenbuch – Wassilowski, Papenfuß, Reimann (Autoren), Boxring-Verlag Papenfuss
- Boxsport-Almanach – 1966 – Internationales Rekordbuch Taschenbuch – Wassilowski, Papenfuß, Reimann (Autoren), Boxring-Verlag Papenfuss
- „Für Berliner ist Maxe ihr Mann“, Gerhard Reimann in: Max Schmeling, Tobias Drews (Hrsg.), Stuttgart 1996, Engelhorn Verlag, ISBN 3-87203-236-4